# Cơ quan quản lý thi hành án hình sự, Bộ Công an (Việt Nam)
Cơ quan quản lý thi hành án hình sự thuộc Bộ Công an Việt Nam là cơ quan có nhiệm vụ trực tiếp quản lý các trại giam thuộc Bộ Công an, kiểm tra công tác thi hành án hình sự, thực hiện chế độ thống kê, báo cáo, giải quyết khiếu nại, tố cáo về thi hành án hình sự và trợ giúp Bộ trưởng Bộ Công an Việt Nam tổ chức triển khai thi hành pháp luật về thi hành án hình sự.

## Lãnh đạo hiện nay
- Thủ trưởng: Nguyễn Văn Long, Thiếu tướng, Thứ trưởng Bộ Công an.
- Phó Thủ trưởng thường trực: Hồ Thanh Đình, Trung tướng, Cục trưởng Cục Cảnh sát quản lý trại giam, cơ sở giáo dục bắt buộc, trường giáo dưỡng.[2]
- Phó Thủ trưởng:[3]
  - Thiếu tướng Trần Văn Thiện.
  - Thiếu tướng Hoàng Xuân Du.
  - Đại tá Nguyễn Văn Long.
  - Thượng tá Nguyễn Thanh Trường.
  - Đại tá Nguyễn Văn Quyền.
  - Đại tá Nguyễn Ngọc Tuyến.
  - Đại tá Nguyễn Văn Tuấn.
  - Đại tá Phạm Văn Thân.

## Cựu lãnh đạo
- Trung tướng Nguyễn Văn Sơn, Thủ trưởng từ 10 tháng 8 năm 2018 đến 21 tháng 5 năm 2020, Thứ trưởng Bộ Công an.